# 葡萄仙子
《葡萄仙子》，黎锦晖1922年所作的独幕歌剧，1927年7月由中华歌舞专门学校於上海首演。主要描写自然、贴合儿童的心理。国语演唱。全剧共八场，讲述一位想要长大的葡萄仙子迎来雪花、雨点、太阳、春风、露珠五位仙人，得到他们的帮助，并遇到喜鹊、甲虫、山羊、兔子和白头翁，最终顺利长成，把甜美的葡萄獻给一对人类的兄妹。全剧宣扬亲情、礼让、快乐、仁慈的精神，以及万物是一家的理念。剧中有11首歌曲，包括5首中国传统歌曲、2首西洋歌曲和4首创作歌曲。